# TMX
TMX är ett dieselelektriskt lokomotiv byggt av svenska NOHAB åt danska DSB mellan 1960 och 1962.
TMX är en vidareutvecklad version av TMY med små utseendemässiga skillnader, där TMX har större kylargaller bakom ena hytten.
I Danmark hade de littera MX. De användes främst för att dra persontåg fram till 1992 då de ersattes med diesellok från Me-serien. MX-loken bkev då överflödiga och såldes till bland annat Sverige, Tyskland, Ungern och Belgien. Exempel på bolag i Sverige som importerat MX-lok är Tågab, Inlandsbanan och Inlandsgods AB. Informellt kallas de "Gammeldansk".